# Paradossenus acanthocymbium
Espèce
Paradossenus acanthocymbium est une espèce d'araignées aranéomorphes de la famille des Trechaleidae.

## Distribution
Cette espèce est endémique du Brésil. Elle se rencontre au Mato Grosso do Sul et au Rio Grande do Sul.

## Description
La carapace du mâle holotype mesure 2,3 mm de long sur 2,1 mm de large et celle de la femelle paratype mesure 2,1 mm de long sur 1,9 mm de large.

## Publication originale
- Carico & Silva, 2010 : Taxonomic review of the Neotropical spider genus Paradossenus (Araneae: Lycosoidea: Trechaleidae: Trechaleinae) with a new erection of the subfamily Trechaleinae and a key to included genera. Journal of Arachnology, vol. 38, p. 212-236 (texte intégral).